# Nomos Center
Das Nomos-Center (auch: Center „Nomos“ zur Förderung der Untersuchung der geopolitischen Fragen und Euro-Atlantischen Zusammenarbeit Schwarzmeer-Raum, russisch Центр содействия изучению геополитических проблем и евроатлантического сотрудничества Черноморского региона “Номос”) war eine gemeinnützige und unabhängige ukrainische Nichtregierungsorganisation und Denkfabrik.

## Geschichte
Das Nomos-Center wurde im November 2003 als „think tank“ mit dem Ziel gegründet, Programme und Projekte der politischen und strategischen Analyse im Bereich der Sicherheit mitzugestalten sowie sich in der wissenschaftlichen Forschung zu beteiligen. Das Center informierte auch über die Prozesse der europäischen und euro-atlantischen Integration.
Das Projekt sollte ukrainischen und ausländischen Eliten als Instrument der geistigen Integration dienen, für den Dialog und die Diskussion zwischen den Experten und Politiker über den Stand und die Perspektiven des Schwarzmeerraum, Kaspischen und der Ostsee-Regionen.
Geschlossen im April 2014 nach der russischen Annexion der Krim.

## Beschreibung

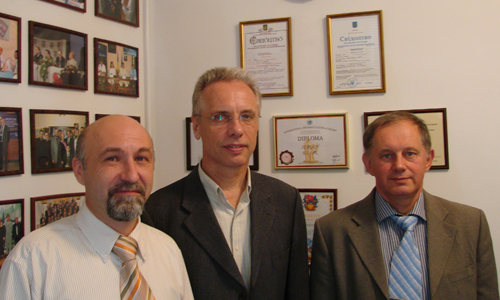
Leiter des Regionalbüros der FES in der Ukraine und Belarus Stefan Chrobot mit Geschäftsführende Direktor des Nomos-Center Sergiy Kulyk und Manager von Informative Programme Pavlo Lakiychuk (Nomos-Center-Office, Sewastopol, 7. Juli 2007)

Das Center entwickelte Prognosen und Empfehlungen für politische Entscheidungsträger, Behörden und akademischen Institutionen. Es hielt auch Konferenzen, Seminare oder Runde Tische.
Von 2006 bis 2014 eine der führenden NGO Task Forces für Wirtschaft Security Network Ukraine-NATO-Partnerschaft unter der Schirmherrschaft des gemeinsamen Hochrangigen Gruppe für Verteidigung Reform (JWGDR).
Das Nomos-Center arbeitete innerhalb eines Partnernetzwerkes mit internationalen Institutionen. Partner des „Nomoses“ waren unabhängige analytische Zentren in der Ukraine, Russland, in den Ländern des Südkaukasus, in der Europäischen Union und den USA. Das Nomos-Center arbeitete mit der Friedrich-Ebert-Stiftung und der Konrad-Adenauer-Stiftung und der International Renaissance Foundation zusammen.

## Schwarzmeer-Sicherheit
Außerdem veröffentlichte es eine Zeitschrift „Schwarzmeer-Sicherheit“ (russisch “Черноморская безопасность”).

### Themen
- Geopolitische Aspekte
- Öffentliche Sicherheit
- Europäische Integration und Euro-Atlantische Zusammenarbeit
- Wirtschaftspolitik
- Die Sicherheit der Energieversorgung
- Streitkräfte[9]
- Ökologie, Umwelt
- Regionale Konflikte[10]
- Piraterie/Terrorismus